# Liga Acarnania

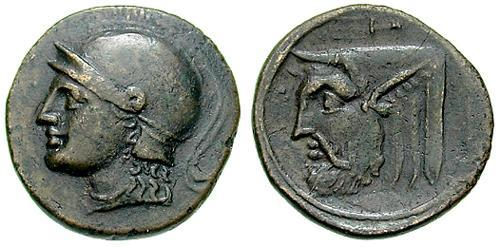
Moneda federal de la Liga Acarnania.

La Liga Acarnania (en griego antiguo: τὸ κοινὸν τῶν Ἁκαρνάνων, to koinon tōn Akarnanōn) fue la confederación tribal, y más tarde una federación de pleno derecho (koinón), de los acarnanios en la Grecia clásica, helenística y de la primera época romana.

## Historia
La Liga existe desde el siglo V a. C.. En aquel momento no era una federación de pleno derecho (sympoliteia) como en otras partes de Grecia, sino una confederación poco rígida de las ciudades de Acarnania.  Una asamblea de representantes se reunía en Estrato, teniendo también el poder de negociar tratados con otros estados, existía un tribunal supremo en Olpas) (en común con los anfiloquios), y había una moneda y un culto comunes, pero no había funcionarios federales ni una política exterior común. Así pues, aunque la Liga actuaba a veces en nombre de todos sus miembros, como en la alianza con Esparta en el año 390 a. C. o la unión de la Segunda Liga ateniense en el año 375/374 a. C., en otras ocasiones las polis miembros actuaban de forma independiente, por ejemplo durante la tercera guerra sagrada, en la que las ciudades de Alicia y Anactorio participaron como aliados de Tebas, mientras que el resto de la Liga permaneció neutral.
Los acarnanios aceptaron proporcionar 2000 hoplitas en la lucha común contra Filipo II de Macedonia, pero como este ocupó Ambracia, sólo un puñado de voluntarios participó junto con las ciudades-estado del sur de Grecia en la batalla de Queronea. Como resultado, los líderes de la facción independentista fueron desterrados y la Liga se convirtió en miembro de la Liga de Corinto organizada por Filipo.  Durante la campaña de Alejandro Magno en Asia, los etolios le arrebataron a la Liga la ciudad de Eníadas. Con la excepción de Alicia, los acarnanios permanecieron en gran medida al margen de las luchas que siguieron a la muerte de Alejandro Magno en el año 323 a. C., pero en el año 314 a. C. Casandro llegó a Acarnania y reorganizó la Liga sobre una base verdaderamente federal. La isla de Léucade se unió a la Liga poco después, tras el desalojo de su guarnición macedonia. La Liga Acarnania fue miembro de la Liga Helénica organizada por Demetrio Poliorcetes, y luego se sometió al rey Pirro de Epiro.
Tras la muerte de Pirro, en torno al año 270 a. C., los acarnanios y los etolios resolvieron sus diferencias, acordando el río Aqueloo como frontera mutua, y concluyeron una alianza perpetua. En el tratado se especificaban las obligaciones de asistencia militar mutua y las dos ligas se aseguraban mutuamente los derechos de epigamia, ciudadanía y adquisición de propiedades. En este tratado se registran siete strategoi (uno de Eníadas, Derio, Estrato, Fitia, Tirión, Anactorio y Léucade), un hiparco  (de Eníadas), un secretario de asuntos exteriores (de Eníadas) y un tesorero (de Estrato). La frecuente aparición de funcionarios indica que en aquel momento era la ciudad más importante de la Liga. Sin embargo, según Polibio, poco después los etolios se aliaron con el hijo de Pirro, Alejandro II de Epiro, e invadieron Acarnania, dividiendo el país entre ellos: la parte norte con Léucade fue para Epiro, y el sur se incorporó a la Liga Etolia.
Tras la extinción de la dinastía eácida en Epiro, en el año 230 a. C. se reconstituyó la Liga Acarnania en la parte norte del país, la antigua Epiro. Léucade era su capital, y solo Anactorio, Palero, Tirión y Medeón eran miembros. Aliados con los ilirios, y luego con los macedonios y la Liga Aquea, en la Guerra social (220-217 a. C.) los acarnanios pudieron recuperar Fitia y Eníadas. Este éxito no duró mucho tiempo: en la primera guerra macedónica (214-205 a. C.), Eníadas se perdió de nuevo, y en la segunda guerra macedónica (200-197 a. C.) los acarnanios se vieron obligados a capitular ante la República romana, que sin embargo los dejó con sus posesiones y libres para gobernarse a sí mismos. Eníadas fue devuelta después de la guerra romano-siria. A pesar de su firme lealtad a Roma, la Liga perdió a Léucade después de la tercera guerra macedónica (171-168 a. C.), ya que se convirtió en un estado autónomo, pero Tirión se convirtió en miembro.
La Liga Acarnania continuó existiendo incluso después del establecimiento final del poder romano sobre Grecia en el año 146 a. C. Solo después de la batalla de Accio en el 31 a. C. la Liga se incorporó a la provincia romana de Acaya.